# Dositeo II di Gerusalemme
Dositeo II (in greco Δοσίθεος Β΄ Ιεροσολύμων; Arachova, 31 maggio 1641 – Costantinopoli, 8 febbraio 1707) è stato patriarca di Gerusalemme dal 1669 al 1707.
Si adoperò per preservare l'indipendenza della Chiesa ortodossa, sia sul piano politico che dalle influenze cattoliche e protestanti.

## Biografia
Nato il 31 maggio 1641 ad Arachova in Acaia (Grecia), fu ordinato diacono nel 1652, poi arcidiacono a Gerusalemme nel 1661. Nel 1666 fu consacrato arcivescovo di Cesarea di Palestina, poi, nel 1669, eletto Patriarca di Gerusalemme.
Nel 1672 convocò a Gerusalemme un sinodo (noto anche come “sinodo di Betlemme”, perché in questa occasione fu riconsacrata la Basilica della Natività di Betlemme) in reazione alla “confessione di fede” calvinista attribuita al defunto patriarca di Costantinopoli Cirillo Lucaris, pubblicata nel 1629. Tra gli atti e i decreti del sinodo, il capitolo 6 (a volte chiamato “Confessione di Dositeo”) è una confutazione punto per punto della Confessione di Cirillo.
Nel 1682 fece impiantare una stamperia per le opere greche nel monastero di Cetatuia a Iași, per porre fine alla dipendenza dall'Occidente per la stampa dei libri (il sultano vietava le stamperie nei territori soggetti alla propria giurisdizione). Questa stamperia, che sarebbe stata messa in funzione a intermittenza, non fu l'unica che Dositeo tentò di creare. Cercò anche di stabilirne una a Mosca, ma una serie di intrighi fece fallire il progetto. Un'altra stamperia per opere greche fu fondata a Bucarest sotto la sua egida.
Quando lo zar russo Pietro il Grande trasformò il Patriarcato di Mosca in un “Santo Sinodo” sotto il controllo statale, Dositeo protestò, invano.
Morì a Costantinopoli l'8 febbraio 1707.